# NGC 1688
NGC 1688 is een balkspiraalstelsel in het sterrenbeeld Goudvis. Het hemelobject werd op 4 december 1834 ontdekt door de Britse astronoom John Herschel.

## Synoniemen
- PGC 16050
- ESO 119-6
- AM 0447-595
- IRAS 04476-5953